# Friederike Krüger
Friederike Krüger, née le 4 octobre 1789 à Friedland dans le duché de Mecklembourg-Strelitz et morte le 31 mai 1848 à Templin en Prusse, est une femme soldat dans l'armée prussienne pendant la campagne d'Allemagne napoléonienne.

## Biographie
Friederike Krüger est la fille unique d'un ouvrier de Friedland, Johannes Jürgen Krüger, et de son épouse Regina Maria. Elle travaille comme domestique dès son plus jeune âge et apprend le métier de couturière à Anklam à partir de 1812. 
Déguisée en homme, les cheveux coupés, elle s'engage dans l'armée prussienne au printemps 1813 sous le pseudonyme de August Lübeck : la mobilisation, effectuée alors à un rythme soutenu, n'inclut pas d'examens médicaux d'aptitude au service. Elle est affectée à la 4e compagnie du 1er bataillon du 9e régiment de grenadiers colbergeois, sous le commandement du major von Schmidt.
Démasquée ultérieurement, elle est soutenue par ses camarades qui la tiennent en haute estime pour sa bravoure et le roi Frédéric-Guillaume III de Prusse lui permet de continuer à servir dans l'armée sous son vrai nom. 
Elle participe ainsi à la bataille de Großbeeren le 23 août 1813. Lors de la bataille de Dennewitz le 6 septembre 1813, elle est grièvement blessée par des éclats d'obus ; le colonel von Zastrow la nomme caporale sur le champ de bataille.
Après sa guérison, elle continue de participer aux campagnes de l'armée prussienne contre les troupes de Napoléon. Elle se rend en France via la Hollande et entre à Paris avec les troupes alliées en 1814.
Après la défaite finale de Napoléon en 1815, Friederike Krüger démissionne de l'armée prussienne. Pour ses services, lui sont attribuées une pension annuelle de 72 thalers du roi de Prusse et une pension annuelle de 50 thalers du grand-duc de Mecklembourg-Strelitz, Charles II.
Lors d'une cérémonie de remise de la Croix de Fer, elle rencontre le sous-officier prussien Carl Köhler. Ils se marient le 5 mars 1816 dans l'église de la garnison de Berlin. Elle reçoit une importante dot du roi de Prusse et son mari est nommé inspecteur en chef des impôts. Le roi devient le parrain du fils aîné du couple et le grand-duc de Mecklembourg-Strelitz celui de leur première fille. 
Avec ses deux autres filles, la famille déménage de Lychen à Templin en 1841. Elle y meurt gravement malade le 31 mai 1848.
Elle est enterrée au cimetière Saint-Georges de Templin ; sa tombe y est encore visible aujourd'hui.

## Distinctions
La Croix de fer prussienne, la médaille commémorative de guerre prussienne et celle de l'Ordre russe de Saint-Georges ont été décernées à Friederike Krüger. 
À Friedland, à Templin et à Großbeeren des rues portent son nom.

## Liens
- Notice dans un dictionnaire ou une encyclopédie généraliste :   - Deutsche Biographie
- Notices d'autorité :   - VIAF
  - ISNI
  - LCCN
  - GND
  - WorldCat